# Sytuacja prawna i społeczna osób LGBT w Europie
     Małżeństwa osób tej samej płci.
     Rejestrowane związki partnerskie.
     Konkubinaty.
     Związki jednopłciowe nieuznawane.
     Konstytucja ogranicza małżeństwo do kobiety i mężczyzny.

Związki par tej samej płci w Europie:
Małżeństwa osób tej samej płci.
Rejestrowane związki partnerskie.
Konkubinaty.
Związki jednopłciowe nieuznawane.
Konstytucja ogranicza małżeństwo do kobiety i mężczyzny.

Sytuacja prawna i społeczna osób LGBT w Europie jest mocno zróżnicowana w całej Europie. Kontakty homoseksualne są obecnie legalne we wszystkich 46 krajach Europy. Pierwszym krajem na kontynencie, który zalegalizował kontakty homoseksualne, była Francja (w 1791 r. – jednocześnie pierwszy kraj na świecie), a ostatnim Cypr (w 2014 r. – Cypr Północny). Polska zalegalizowała kontakty homoseksualne w 1932 roku.
Obecnie w nielicznych krajach europejskich istnieją przepisy prawne bezpośrednio dyskryminujące mniejszości seksualne. W szczególności chodzi o nierówny wiek dopuszczający kontakty seksualne (wyższy dla osób homoseksualnych, a niższy dla heteroseksualnych). W niektórych krajach geje w dalszym ciągu są wykluczeni ze służby wojskowej z powodu swojej orientacji seksualnej.
W Europie najbardziej zaangażowane w obronę i promowanie praw mniejszości seksualnych są Unia Europejska i Rada Europy. Przyjęły one wiele rezolucji dotyczących przestrzegania praw osób homoseksualnych. UE podpisała międzynarodowe porozumienia z krajami Afryki Północnej i kilkoma z Bliskiego Wschodu, zobowiązujące je do przestrzegania praw człowieka, w tym praw osób homoseksualnych (chociaż seks homoseksualny w dalszym ciągu pozostaje tam nielegalny i grozi za niego kilkuletnie więzienie oraz grzywny), podpisała również porozumienia z Arabią Saudyjską, Jemenem i Pakistanem, zobowiązujące te kraje do zniesienia kary śmierci za kontakty homoseksualne.
W Parlamencie Europejskim lewicowe i centrowe frakcje polityczne jak zieloni, socjaliści i komuniści, a także liberałowie oraz niektórzy chrześcijańscy demokraci popierają prawa osób LGBT. Przeciwna jest im natomiast zdecydowana większość chrześcijańskich demokratów.
W 2018 roku stowarzyszenie ILGA Europe przedstawiło w dorocznym raporcie sytuację osób o odmiennej orientacji seksualnej w 49 państwach europejskich. Żaden kraj nie uzyskał maksymalnego wyniku 100%. Czołowe miejsca zajęły w rankingu Malta, Belgia i Norwegia, uzyskując odpowiednio 91,04%, 78,76% i 77,74%. Najniżej ocenianymi państwami były: Azerbejdżan (4,70%), Armenia (7,20%) i Turcja (8,60%).

## Ochrona prawna przed dyskryminacją
Przepisy zakazujące dyskryminacji przez wzgląd na orientację seksualną istnieją w systemach prawnych zdecydowanej większości krajów europejskich, zazwyczaj zawarte w kodeksach karnych i kodeksach pracy. Tylko jedno państwo na kontynencie, Portugalia, posiada taki zakaz wprost sformułowany w konstytucji; podobny zakaz znajduje się w konstytucji szwajcarskiej, która nie wymienia bezpośrednio w katalogu kategorii chronionych orientacji seksualnej, zastępując ją szerokim pojęciem „sposobu życia”.
Unia Europejska chroni mniejszości seksualne przed dyskryminacją w Traktacie amsterdamskim z 1997 roku, a także w Karcie Praw Podstawowych z 2000 roku. Parlament Europejski przyjął również dwie dyrektywy w 2000 roku, zakazujące dyskryminacji przez wzgląd na orientację seksualną, do których ratyfikacji są zobowiązane kraje członkowskie i kandydujące do Unii Europejskiej.
Unia Europejska przyjęła również dyrektywę, na mocy której wszystkie kraje członkowskie zobowiązane są do zagwarantowania prawa azylu przez wzgląd na orientację seksualną jako jedną z kategorii chronionych. Obecnie tylko kilkanaście państw Unii Europejskiej, a także Australia, Kanada, Nowa Zelandia, RPA, USA i Wielka Brytania dają taką możliwość.

## Uznanie związków osób tej samej płci
W większości krajów europejskich (niemal w całej Europie Zachodniej) związki między osobami tej samej płci już od dawna są prawnie uznawane. Ich uznanie funkcjonuje w trzech typach:
- Małżeństwa osób tej samej płci – małżeństwa cywilne, których małżonkowie stanowią osoby tej samej płci. W Europie zalegalizowane do tej pory w Holandii (2001)[2], Belgii (2003)[3], Hiszpanii (2005), Norwegii (2009)[4], Szwecji (2009)[5], Portugalii (2010)[6], Islandii (2010)[7], Danii (2012)[8], Francji (2013), Wielkiej Brytanii (2014), Luksemburgu (2015), Irlandii (2015), Finlandii (2017)[9], Niemczech (2017), na Malcie (2017), w Austrii (2019), Szwajcarii (2022), Słowenii (2022), Andorze (2023), Estonii (2024), Grecji (2024) i Liechtensteinie (2025).Poza tymi krajami odpowiednie ustawy zostały zaproponowane od 2018 roku w Czechach i we Włoszech. Większość krajów „starej” Unii Europejskiej, a także niektóre w Europie Wschodniej rozważają taką możliwość, chociaż odpowiednie ustawy jeszcze nie powstały bądź nie zostały jeszcze zaproponowane.
- Rejestrowane związki partnerskie – dają one zazwyczaj ograniczone prawa w stosunku do tych, jakie mają małżeństwa, często wykluczają adopcję dzieci przez takie pary. W niektórych krajach jednakże związki partnerskie przyznają zawierającym je parom wszystkie prawa przysługujące małżeństwom, np. w Wielkiej Brytanii i na Malcie. Nie mają one charakteru małżeństwa, więc są pozbawione ceremonii ślubnej, świadków, wymiany obrączek, publicznych pocałunków itd. Zawieranie takiego związku często sprowadza się do zwykłej jego rejestracji w urzędzie stanu cywilnego. Najczęściej są dostępne także dla par heteroseksualnych. Wszystko to jednak zależy od kraju, w jakim dana forma związku funkcjonuje. Ich różne typy są legalne w kilkunastu krajach: Dania (1989), Szwecja (1995), Islandia (1996), Francja (1999), Niemcy (2001), Finlandia (2002), Portugalia (2001), Luksemburg (2004), Wielka Brytania (2005), Słowenia (2005 oraz 2016), Andora (2005 oraz 2014), Czechy (2006), Szwajcaria (2007), Węgry (2009), Austria (2010), Irlandia (2011), Liechtenstein (2011), Malta (2014), Chorwacja (2014), Cypr (2015), Grecja (2015), Estonia (2016), Włochy (2016), Monako (2020), Czarnogóra (2021)[10][11] oraz Łotwa (2024). Projekty ustaw legalizujących związki partnerskie zostały zaproponowane w kilku krajach europejskich takich jak Litwa, Polska, Rumunia i Słowacja. W niektórych z tych krajów podobne projekty pojawiały się wielokrotnie, często nie będąc dopuszczonym do głosowania. Wszystkie kraje, w których legalne są małżeństwa jednopłciowe, uznają również związki partnerskie.

- Konkubinaty – są to nieformalne związki. Konkubenci otrzymują tylko pewną liczbę praw z tych dostępnych małżeństwom. Ta forma legalizacji związku sprowadza się do jego rejestracji, najczęściej w formie aktu notarialnego bądź w każdym przypadku para zwraca się do sądu. Zalegalizowane w większości krajów Europy Zachodniej, a także na Węgrzech (1996), w Austrii (2003), Chorwacji (2003) oraz na Słowacji (2018). Od 2012 roku w Polsce pary jednopłciowe mają prawo do przejęcia umowy najmu mieszkania lub domu po zmarłym partnerze.

     Adopcja przez pary jednopłciowe legalna.
     Adopcja przez osoby w związkach jednopłciowych dziecka/dzieci swoich partnerek/partnerów legalna.
     Brak prawa do wspólnej adopcji.

Status prawny adopcji dzieci przez pary tej samej płci w Europie:
Adopcja przez pary jednopłciowe legalna.
Adopcja przez osoby w związkach jednopłciowych dziecka/dzieci swoich partnerek/partnerów legalna.
Brak prawa do wspólnej adopcji.

Parlament Europejski przyjął 14 lipca 2005 roku (stosunkiem głosów 360 za, 272 przeciw, 20 się wstrzymało) dyrektywę zobowiązującą wszystkie państwa członkowskie Unii Europejskiej do uznawania małżeństw osób tej samej płci, nawet jeśli w danym kraju związki jednopłciowe nie są uznawane.

## Adopcja dzieci przez pary jednopłciowe
Wiele krajów przyznaje parom jednopłciowym także prawo adopcji dzieci: Szwecja (2003²), Hiszpania (2000¹/2005²), Holandia (2005²), Wielka Brytania (2005²), Belgia (2000¹/2006²), Islandia (2000¹/2006²), Norwegia (2001¹/2009²), Dania (1999¹/2010²), Francja (2013²), Malta (2014²), Andora (2014²), Cypr (2015¹), Irlandia (2015²), Luksemburg (2015²), Austria (2013¹/2016²), Portugalia (2016²), Włochy (2016¹), Finlandia (2009¹/2017²), Niemcy (2005¹/2017²), San Marino (2019¹), Chorwacja (2014¹/2021²), Słowenia (2006¹/2022²), Szwajcaria (2016¹/2022²), Liechtenstein (2021¹/2023²), Estonia (2016¹/2024²), Grecja (2024²) i Czechy (2025¹). Szereg innych państw, a także wiele z wyżej wymienionych, rozważa taką możliwość, w tym także przyznanie prawa do adopcji parom niespokrewnionym z dzieckiem.
¹ – tylko biologiczne dziecko/dzieci partnerki/partnera.

² – bez jakichkolwiek ograniczeń.

## Sytuacja prawna osóbLGBTw poszczególnych krajach Europy
| UE              | Kraj                 | Legalizacja kontaktów homoseksualnych¹ | Zrównanie wieku² | Zakaz dyskryminacji³ | Związek osób tej samej płci4 | Małżeństwo osób tej samej płci5 | Adopcja dzieci6 | Prawo azylu | Możliwość korekty płci7 |
| --------------- | -------------------- | -------------------------------------- | ---------------- | -------------------- | ---------------------------- | ------------------------------- | --------------- | ----------- | ----------------------- |
|                 | Albania              | 1995                                   | 2001             | 2010                 | –                            | –                               | –               | nie         | nie                     |
|                 | Andora               | 1990                                   | 2001             | 2005                 | 2005/2014                    | 2023                            | 2014            | –           | nie                     |
|                 | Armenia              | 2003                                   | 2003             | –                    | –                            | 20158                           | –               | nie         | nie                     |
| Unia Europejska | Austria              | 1971                                   | 2002             | 2004/2017            | 2003/2010                    | 2019                            | 2013/2016       | –           | 2009                    |
|                 | Azerbejdżan          | 2000                                   | 2000             | –                    | –                            | –                               | –               | nie         | nie                     |
| Unia Europejska | Belgia               | 1795                                   | 1985             | 2003                 | 2000                         | 2003                            | 2006            | tak         | 2007/2018               |
|                 | Białoruś             | 1994                                   | 1994             | –                    | –                            | 19948                           | –               | nie         | tak                     |
|                 | Bośnia i Hercegowina | 2003*                                  | 2003             | 2003                 | –                            | –                               | –               | –           | tak                     |
| Unia Europejska | Bułgaria             | 1968                                   | 2002             | 2004                 | –                            | 19918                           | –               | –           | nie                     |
| Unia Europejska | Chorwacja            | 1977                                   | 1998             | 2003                 | 2003/2014                    | 20138                           | 2014/2021       | –           | 2009                    |
| Unia Europejska | Cypr                 | 2014*                                  | 2002             | 2015                 | 2015                         | –                               | –               | –           | nie                     |
|                 | Czarnogóra           | 1977                                   | 1977             | 2010                 | 2021                         | 20078                           | –               | –           | tak                     |
| Unia Europejska | Czechy               | 1961                                   | 1990             | 2009                 | 2001/2006                    | –                               | –               | tak         | 1966                    |
| Unia Europejska | Dania                | 1933                                   | 1976             | 2004                 | 1986/1989                    | 2012                            | 1999/2010       | tak         | 2014                    |
| Unia Europejska | Estonia              | 1992                                   | 2001             | 2008                 | 2016                         | 2024                            | 2016/2024       | nie         | 1999                    |
| Unia Europejska | Finlandia            | 1971                                   | 1998             | 1995                 | 2002                         | 2017                            | 2009/2017       | –           | 2002                    |
| Unia Europejska | Francja              | 1791                                   | 1982             | 2004                 | 1999                         | 2013                            | 2013            | tak         | 2017                    |
| Unia Europejska | Grecja               | 1952                                   | 1987             | 2014                 | 2015                         | 2024                            | 2024            | –           | 2010                    |
|                 | Gruzja               | 2000                                   | 2000             | 2014                 | –                            | 20178                           | –               | –           | tak                     |
| Unia Europejska | Hiszpania            | 1822                                   | 1822             | 1995                 | 2005                         | 2005                            | 2005            | –           | 2007                    |
| Unia Europejska | Holandia             | 1811                                   | 1971             | 1992                 | 1979/1998                    | 2001                            | 2005            | –           | tak                     |
| Unia Europejska | Irlandia             | 1993                                   | 1993             | 2004                 | 2011                         | 2015                            | 2015            | tak         | 2015                    |
|                 | Islandia             | 1940                                   | 1992             | 1996                 | 1996                         | 2010                            | 2000/2006       | –           | tak                     |
|                 | Kazachstan           | 1998                                   | 1998             | –                    | –                            | –                               | –               | –           | 2003                    |
|                 | Kosowo               | 1970                                   | 2006             | 2004                 | –                            | –                               | –               | –           | –                       |
|                 | Liechtenstein        | 1989                                   | 2001             | 2005                 | 2011                         | 2025                            | 2021/2023       | –           | nie                     |
| Unia Europejska | Litwa                | 1993                                   | 2004             | 2008                 | –                            | 19928                           | –               | –           | 2003/2022               |
| Unia Europejska | Luksemburg           | 1795                                   | 1992             | 1997                 | 2004                         | 2015                            | 2015            | nie         | 2018                    |
| Unia Europejska | Łotwa                | 1992                                   | 2000             | 2006                 | 2024                         | 20058                           | –               | tak         | 2005                    |
|                 | Macedonia Północna   | 1996                                   | 1996             | 2020                 | –                            | –                               | –               | nie         | 2021                    |
| Unia Europejska | Malta                | 1973                                   | 1973             | 2012                 | 2014                         | 2017                            | 2014            | –           | 2015                    |
|                 | Mołdawia             | 1995                                   | 2002             | 2013                 | –                            | 19948                           | –               | –           | 2015                    |
|                 | Monako               | 1793                                   | 1793             | 2005                 | 2020                         | –                               | –               | –           | –                       |
| Unia Europejska | Niemcy               | 1969*                                  | 1994*            | 2006                 | 2001                         | 2017                            | 2005/2017       | tak         | 1981                    |
|                 | Norwegia             | 1972                                   | 1972             | 1981                 | 1991/1993                    | 2009                            | 2001/2009       | tak         | 2000                    |
| Unia Europejska | Polska               | 1932                                   | 1932             | 2003                 | -                            | 19978                           | –               | nie         | 1964                    |
| Unia Europejska | Portugalia           | 1983                                   | 2005             | 2004                 | 2001                         | 2010                            | 2016            | –           | 2011                    |
|                 | Rosja                | 1993*                                  | 1997             | –                    | –                            | 20208                           | –               | nie         | 1997                    |
| Unia Europejska | Rumunia              | 1996                                   | 2002             | 2000                 | –                            | –                               | –               | nie         | 1996                    |
|                 | San Marino           | 1864                                   | 1864             | 2008                 | 2012/2019                    | –                               | 2019            | –           | nie                     |
|                 | Serbia               | 1994*                                  | 2006             | 2009                 | –                            | 20068                           | –               | nie         | 2019                    |
| Unia Europejska | Słowacja             | 1962                                   | 1990             | 2008                 | 2018                         | 20148                           | –               | –           | tak                     |
| Unia Europejska | Słowenia             | 1977                                   | 1977             | 1998                 | 2006                         | 2022                            | 2011/2022       | nie         | tak                     |
|                 | Szwajcaria           | 1942                                   | 1992             | 1999                 | 2007                         | 2022                            | 2016/2022       | –           | tak                     |
| Unia Europejska | Szwecja              | 1944                                   | 1978             | 1987                 | 1988/1995                    | 2009                            | 2003            | tak         | 1972                    |
|                 | Turcja               | 1858                                   | 1858             | –                    | –                            | –                               | –               | –           | 1988                    |
|                 | Ukraina              | 1991                                   | 1991             | 2015                 | –                            | 19968                           | –               | –           | 2016                    |
|                 | Watykan              | 1929                                   | 1929             | –                    | –                            | –                               | –               | –           | nie                     |
| Unia Europejska | Węgry                | 1962                                   | 2004             | 2004                 | 1996/2009                    | 20128                           | –               | nie         | nie                     |
|                 | Wielka Brytania      | 1982*                                  | 2001             | 2005                 | 1996/2005                    | 2014                            | 2005            | tak         | 2005                    |
| Unia Europejska | Włochy               | 1890*                                  | 1889             | 2003                 | 2016                         | –                               | 2016            | nie         | 1982                    |
| UE              | Kraj                 | Legalizacja kontaktów homoseksualnych¹ | Zrównanie wieku² | Zakaz dyskryminacji³ | Związki osób tej samej płci4 | Małżeństwa osób tej samej płci5 | Adopcja dzieci6 | Prawo azylu | Możliwość korekty płci7 |

1 Ostateczna data legalizacji kontaktów homoseksualnych. W niektórych krajach federacyjnych depenalizacja aktów homoseksualnych postępowała nierównomiernie – uwzględniono datę ostatniego regionu, który je zdepenalizował. Obecnie nielegalne są one jedynie w Czeczenii.

² Ostateczna data zrównania wieku osób legalnie dopuszczających się aktów homo- i heteroseksualnych. W niektórych krajach federacyjnych zrównywanie wieku postępowało nierównomiernie – uwzględniono datę ostatniego regionu, który go zrównał.

³ „Całkowity”, tj. w kodeksie karnym, konstytucji bądź innym akcie dającym ogólny zakaz dyskryminacji z powodu orientacji seksualnej we wszystkich dziedzinach życia lub „częściowy”, tj. chroni przed dyskryminacją tylko w wybranych, jednej lub więcej dziedzinach życia, np. miejsce pracy, służba w armii itd., ale nie we wszystkich dziedzinach życia.

4 „Związki partnerskie” przyznające zazwyczaj większość praw z tych, jakie mają małżeństwa osób przeciwnej płci lub „konkubinaty” przyznające zazwyczaj część lub tylko kilka podstawowych praw z tych, jakie mają małżeństwa osób przeciwnej płci.

5 Małżeństwa osób tej samej płci przyznające identyczne prawa, jakie przysługują małżeństwom osób przeciwnej płci (z wyjątkiem adopcji dzieci w Portugalii). Zielonym kolorem tła oznaczono rok zalegalizowania małżeństw homoseksualnych, a kolorem czerwonym – rok wprowadzenia w danym kraju konstytucyjnej definicji ograniczającej małżeństwo do związku osób różnej płci.

6 Przyznaje prawo do adopcji dzieci parom niespokrewnionym z dzieckiem lub tylko adopcji dzieci jednego z partnerów.

7 Oznacza możliwość prawnej zmiany płci. Rok oznacza wejście w życie prawa dotyczącego tego aspektu. Brak wymogów dotyczących sterylizacji osób transpłciowych w trakcie procesu zmiany płci. Znak „–” oznacza brak informacji o takich regulacjach w danym państwie.

8 Konstytucje piętnastu państw Europy definiują małżeństwo jako związek kobiety i mężczyzny (Armenia, Białoruś, Bułgaria, Chorwacja, Czarnogóra, Gruzja, Litwa, Łotwa, Mołdawia, Polska, Rosja, Serbia, Słowacja, Ukraina i Węgry).

## Życie osób LGBT na kontynencie

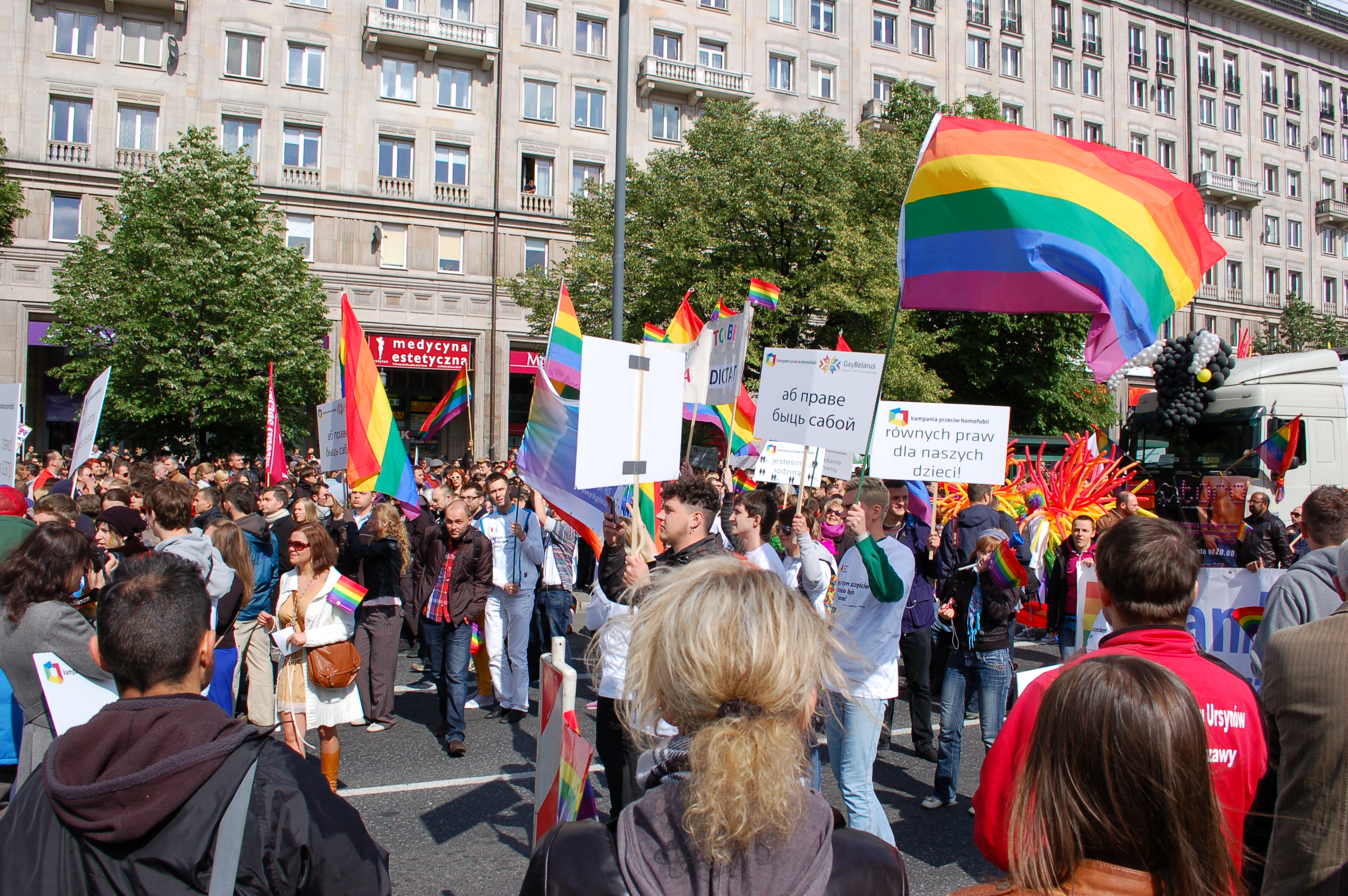
Parada Równości 2012 (Warszawa).

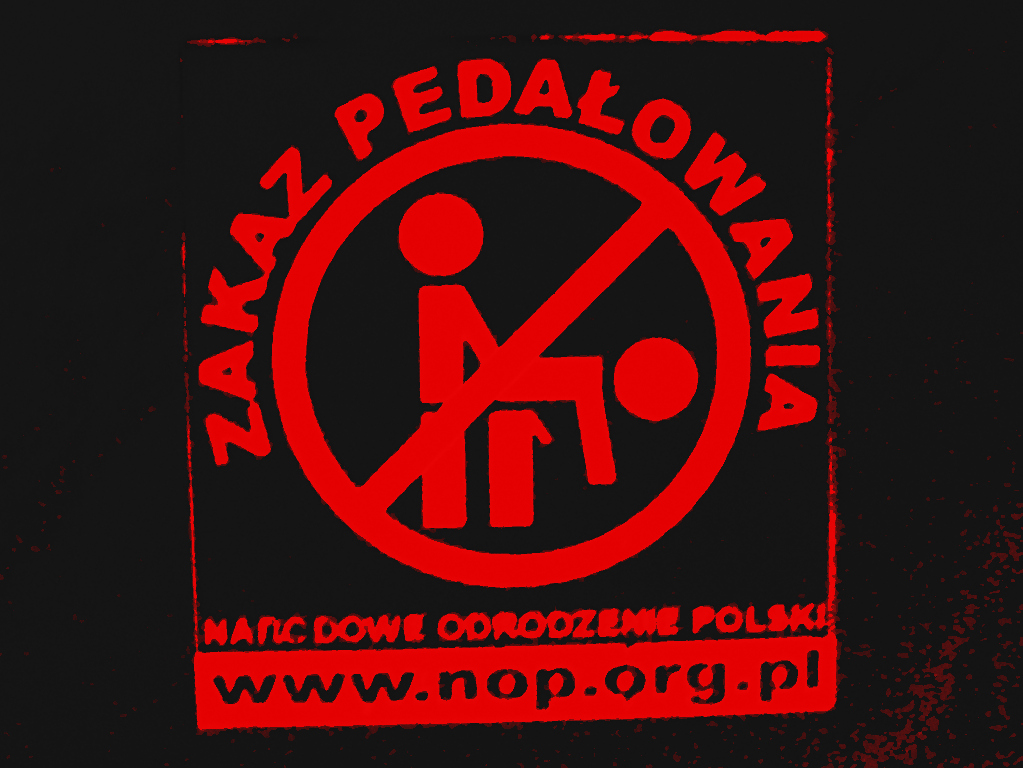
Naklejka Narodowego Odrodzenia Polski, wyrażająca sprzeciw wobec homoseksualizmu.

W całej Europie akceptacja dla osób o innej orientacji seksualnej niż heteroseksualna jest bardzo wysoka – średnio 69% (2019). Jednak występują znaczne różnice między zachodem a wschodem kontynentu.
| Kraj            | Sondażownia                                 | Rok  |               | Za  | Przeciw | Nie wiedzą/Obojętni/Nie dali odpowiedzi/Inne |
| --------------- | ------------------------------------------- | ---- | ------------- | --- | ------- | -------------------------------------------- |
| Austria         | Market/ORF                                  | 2014 | [ 14 ] [ 15 ] | 73% | 24%     | 3%                                           |
| Belgia          | Eurobarometr                                | 2019 | [ 13 ]        | 82% | 17%     | 1%                                           |
| Bułgaria        | Eurobarometr                                | 2019 | [ 13 ]        | 16% | 74%     | 10%                                          |
| Chorwacja       | Eurobarometr                                | 2019 | [ 13 ]        | 39% | 55%     | 6%                                           |
| Cypr            | Eurobarometr                                | 2019 | [ 13 ]        | 36% | 60%     | 4%                                           |
| Czechy          | Eurobarometr                                | 2019 | [ 13 ]        | 48% | 48%     | 4%                                           |
| Dania           | Eurobarometr                                | 2019 | [ 13 ]        | 89% | 8%      | 3%                                           |
| Estonia         | Eurobarometr                                | 2019 | [ 13 ]        | 41% | 51%     | 8%                                           |
| Finlandia       | Eurobarometr                                | 2019 | [ 13 ]        | 76% | 21%     | 3%                                           |
| Francja         | Eurobarometr                                | 2019 | [ 13 ]        | 79% | 15%     | 6%                                           |
| Grecja          | Focus Bari                                  | 2015 | [ 16 ]        | 56% | 35%     | 9%                                           |
| Hiszpania       | Eurobarometr                                | 2019 | [ 13 ]        | 86% | 9%      | 5%                                           |
| Holandia        | Eurobarometr                                | 2019 | [ 13 ]        | 92% | 8%      | 0%                                           |
| Irlandia        | Eurobarometr                                | 2019 | [ 13 ]        | 79% | 13%     | 8%                                           |
| Litwa           | Eurobarometr                                | 2019 | [ 13 ]        | 30% | 63%     | 7%                                           |
| Luksemburg      | Eurobarometr                                | 2019 | [ 13 ]        | 85% | 9%      | 6%                                           |
| Łotwa           | Eurobarometr                                | 2019 | [ 13 ]        | 24% | 70%     | 6%                                           |
| Malta           | Eurobarometr                                | 2019 | [ 13 ]        | 67% | 25%     | 8%                                           |
| Niemcy          | Eurobarometr                                | 2019 | [ 13 ]        | 84% | 12%     | 4%                                           |
| Norwegia        | Ipsos                                       | 2013 | [ 17 ]        | 78% | 17%     | 4%                                           |
| Polska          | Eurobarometr                                | 2019 | [ 13 ]        | 45% | 50%     | 5%                                           |
| Portugalia      | Eurobarometr                                | 2019 | [ 13 ]        | 74% | 20%     | 6%                                           |
| Rumunia         | Eurobarometr                                | 2019 | [ 13 ]        | 29% | 63%     | 8%                                           |
| Rosja           | Rosyjskie Centrum Badania Opinii Społecznej | 2013 | [ 18 ]        | 4%  | 86%     | 10%                                          |
| Słowacja        | Eurobarometr                                | 2019 | [ 13 ]        | 20% | 70%     | 10%                                          |
| Słowenia        | Eurobarometr                                | 2019 | [ 13 ]        | 62% | 35%     | 3%                                           |
| Szwecja         | Eurobarometr                                | 2019 | [ 13 ]        | 92% | 6%      | 2%                                           |
| Szwajcaria      | Ifop                                        | 2013 | [ 19 ]        | 63% | –       | –                                            |
| Ukraina         | Gay Alliance of Ukraine                     | 2013 | [ 20 ]        | 9%  | 62%     | 12% 17% przyzwoliłoby na wyjątki.            |
| Węgry           | Eurobarometr                                | 2019 | [ 13 ]        | 33% | 61%     | 6%                                           |
| Wielka Brytania | Eurobarometr                                | 2019 | [ 13 ]        | 85% | 12%     | 3%                                           |
| Włochy          | Eurobarometr                                | 2019 | [ 13 ]        | 58% | 35%     | 7%                                           |

Przedstawiciele mniejszości seksualnych spotykają się z nietolerancją, agresją, a nawet zbrodniami na tle uprzedzeń homofobicznych. Incydenty te nie omijają również tak tolerancyjnych państw jak Holandia czy Szwecja. Sprawcami aktów nienawiści są przede wszystkim gangi młodzieży, ultraprawicowi skinheadzi, jak i bojówki skrajnie prawicowych ugrupowań politycznych, prowadzących kampanie antyhomoseksualną.
W samej Europie działa szereg organizacji LGBT o zasięgu międzynarodowym i regionalnym. Zajmują się one przede wszystkim niesieniem pomocy przedstawicielom społeczności LGBT w zakresie prawnym i psychologicznym, a także walką z nietolerancją czy organizacją imprez kulturowych.
Również stanowiska niektórych kościołów, zwłaszcza protestanckich, są otwarte. Kościół Szwecji udzielił zezwolenia na udzielanie małżeństw parom jednopłciowym w październiku 2009. Podobnie Kościół anglikański w Wielkiej Brytanii czy ewangelicki w Niemczech. Niezmienne stanowisko w tej sprawie zajmują Kościół katolicki oraz prawosławny, które potępiają związki osób tej samej płci.